# Glyphocrangon spinossisima
Glyphocrangon spinossisima is een garnalensoort uit de familie van de Glyphocrangonidae. De wetenschappelijke naam van de soort is voor het eerst geldig gepubliceerd in 1996 door Brand & Takeda.